# Reichsgau de Tirol-Vorarlberg
El reichsgau de Tirol-Vorarlberg (en alemán: Reichsgau Tirol-Vorarlberg) fue una división administrativa de la Alemania nazi formada por Vorarlberg y el Tirol del Norte (ambos en Austria). Existió desde 1938 hasta 1945. No incluía el Tirol Oriental (Lienz), que en cambio era parte del reichsgau de Carintia.
Después del armisticio italiano con los aliados, las provincias italianas de Belluno, Tirol del Sur y Trentino quedaron bajo el control directo alemán como Zona de Operaciones de los Macizos Alpinos (Operationszone Alpenvorland, OZAV), que fue anexada de facto y administrada como parte del Tirol-Vorarlberg.

## Historia
El sistema nazi gau (gaue en plural) se estableció originalmente en una conferencia del partido el 22 de mayo de 1926, con el fin de mejorar la administración de la estructura del partido. A partir de 1933, después de la toma del poder por parte de los nazis, los gaue reemplazaron cada vez más a los estados alemanes como subdivisiones administrativas en Alemania. En 1938, la Alemania nazi se anexionó a Austria, siendo esta última subdividida en varios reichsgaue.
Al frente de cada gau se encontraba un gauleiter, una posición que se hizo cada vez más poderosa, especialmente después del estallido de la Segunda Guerra Mundial. Los gauleiter locales estuvieron a cargo de la propaganda y la vigilancia y, desde septiembre de 1944 en adelante, del Volkssturm y la defensa de los gau.
Franz Hofer mantuvo la posición de gauleiter en Tirol-Vorarlberg a lo largo de la historia del reichsgau desde 1938 hasta 1945.
Al final de la Segunda Guerra Mundial, Tirol-Vorarlberg se convirtió en la zona de ocupación francesa en Austria.